# Campeonato Paraguaio de Futebol de 2016 - Clausura
O Campeonato Paraguaio de Futebol de 2016 - Clausura foi o centésimo décimo quarto torneio desta competição. Participaram doze equipes. O Club Sportivo San Lorenzo e o Club Deportivo Santaní foram rebaixados. É um campeonato no sistema de Apertura e Clausura separados, com dois campeões paraguaios por ano, sem a necessidade de final entre eles. O campeão representará o Paraguai na Copa Libertadores da América de 2017. As outras duas vagas serão para o campeão do Apertura e o primeiro melhor finalista na tabela geral. Para a Copa Sul-Americana de 2017, os quatro melhores clubes na tabela de pontuação total (que inclui o Apertura e o Clausura somados).

## Fórmula de disputa
Como nas últimas temporadas, o modelo de disputa foi o de todos contra todos, com partidas de ida e volta em dois turnos, com 11 jogos para cada equipe. O campeão será o clube que somar mais pontos ao término das 22 rodadas.
Caso o campeonato termine com os dois primeiros colocados empatados em número de pontos, o campeão será definido em um jogo extra. Caso mais do que duas equipes estejam empatadas, o campeão será definido pelos seguintes critérios:
1)Saldo de gols;
2)Gols marcados;
3)Gols marcados como visitante;
4)Sorteio.

## Participantes
| Equipe            | Cidade      | Departamento     | No ano anterior                    | Estádio                | Capac. | Títulos                                                  | Part. |
| ----------------- | ----------- | ---------------- | ---------------------------------- | ---------------------- | ------ | -------------------------------------------------------- | ----- |
| Cerro Porteño     | Assunção    | Distrito Capital | Vice Campeão                       | General Pablo Rojas    | 32.910 | 31 (último em Apertura de 2015)                          | 106   |
| Guaraní           | Assunção    | Distrito Capital | Terceiro Lugar                     | Rogelio Livieres       | 6.000  | 10 (último em Apertura de 2010)                          | 114   |
| Olimpia           | Assunção    | Distrito Capital | Quarto Lugar                       | Manuel Ferreira        | 15.000 | 40 (último em Clausura de 2015)                          | 114   |
| Sportivo Luqueño  | Luque       | Central          | Nono Lugar                         | Feliciano Cáceres      | 25.000 | 2 (1951,1953)                                            | 90    |
| Libertad          | Assunção    | Distrito Capital | Quarto Lugar                       | Dr. Nicolás Leoz       | 10.000 | 18 (último em Apertura de 2016)                          | 109   |
| Nacional          | Assunção    | Distrito Capital | Décimo Segundo Lugar               | Arsenio Erico          | 4.000  | 9 (1909, 1911, 1924, 1926, 1942, 1946, 2009, 2011, 2013) | 107   |
| Sol de América    | Villa Elisa | Central          | Sexto Lugar                        | Luis Alfonso Giagni    | 5.000  | 2 (1986, 1991)                                           | 106   |
| Rubio Ñu          | Assunção    | Distrito Capital | Décimo Lugar                       | La Arboleda            | 5.000  | 0 (não possui)                                           | 32    |
| General Díaz      | Luque       | Central          | Oitavo Lugar                       | General Adrián Jara    | 3.300  | 0 (não possui)                                           | 7     |
| Deportivo Capiatá | Capiatá     | Central          | Quinto Lugar                       | Municipal de Capiatá   | 5.000  | 0 (não possui)                                           | 7     |
| Club River Plate  | Assunção    | Distrito Capital | Campeão da 2ª Divisão de 2015      | Estádio do River Plate | 5.000  | 0 (não possui)                                           | 77    |
| General Caballero | Assunção    | Distrito Capital | Vice Campeão da 2ª Divisão de 2015 | Hugo Vaceque Bogado    | 5.000  | 0 (não possui)                                           | 17    |

## Premiação
| Campeonato Paraguaio 2016 Primeira Divisão - Clausura |
| Assunção                                              |
| ----------------------------------------------------- |
| Club Guaraní Campeão (11º título)                     |